# Мемориал геноцида в Ньямате
Мемориал геноцида в Ньямате (руанда Urwibutso rwa Jenoside rwa Nyamata, фр. Mémorial du génocide à Nyamata, англ. Nyamata Genocide Memorial Centre) — мемориал Руанды, основанный около бывшей церкви, уничтоженной вместе с людьми вовремя геноцида.

## История

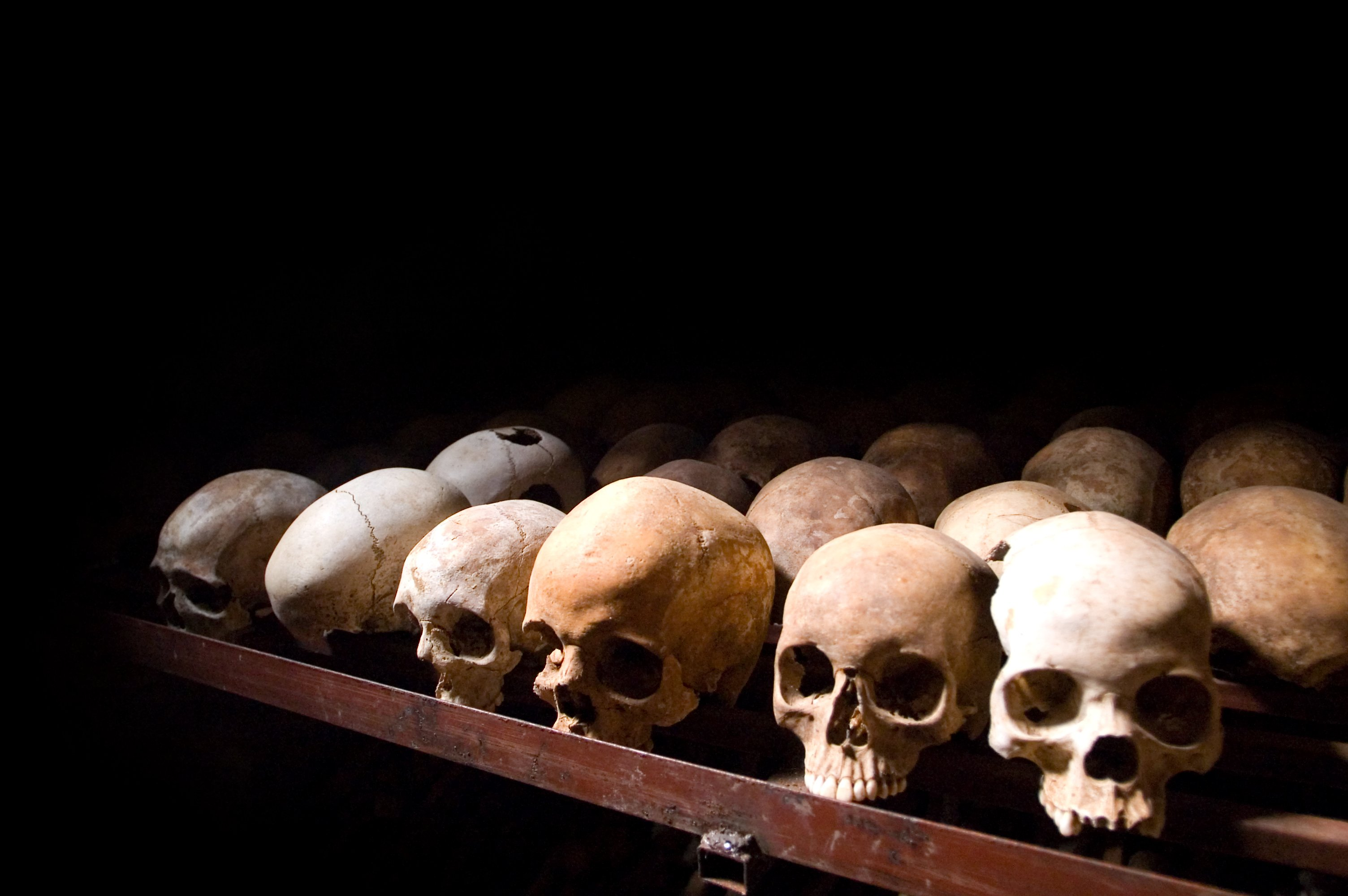
Черепа погибших

Геноцид против тутси в Руанде начался в апреле 1994 года. В церкви собралось около 10 тысяч людей, поскольку она считалась безопасным местом. На стенах до сих пор остались отверстия, в которые преступники кидали гранаты, а после выживших добили мачете. Большая часть останков похоронена, но одежда и паспорта остались. Паспорта были тем, что идентифицировало людей либо как тутси, либо как хуту. 
Люди в окрестностях также были убиты после резни в церкви. На территории мемориала похоронены останки 50 000 человек.

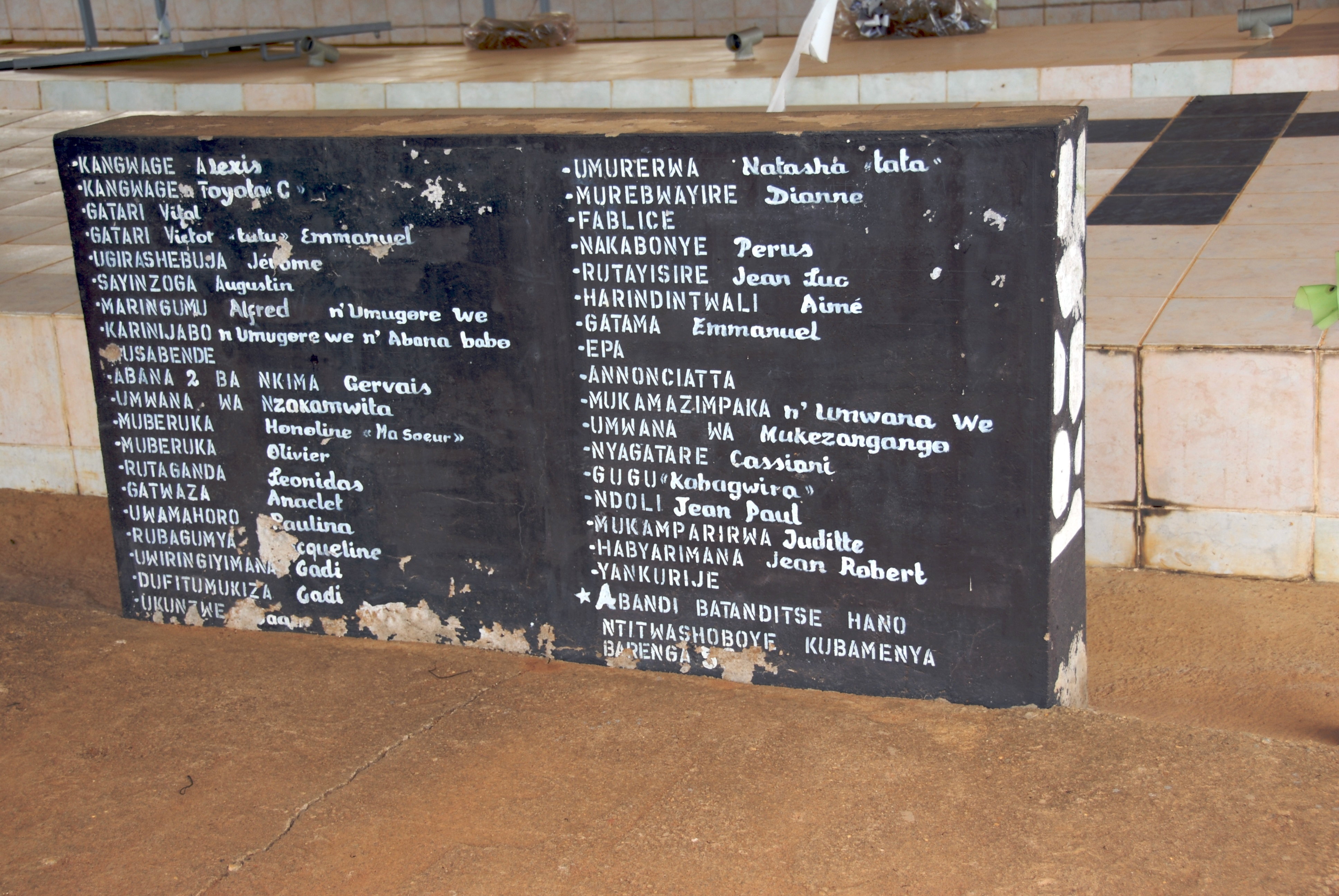
Мемориальная доска с именами погибших

#### Церковь
Церковь была построена в 1980 году на холме Ньямата.

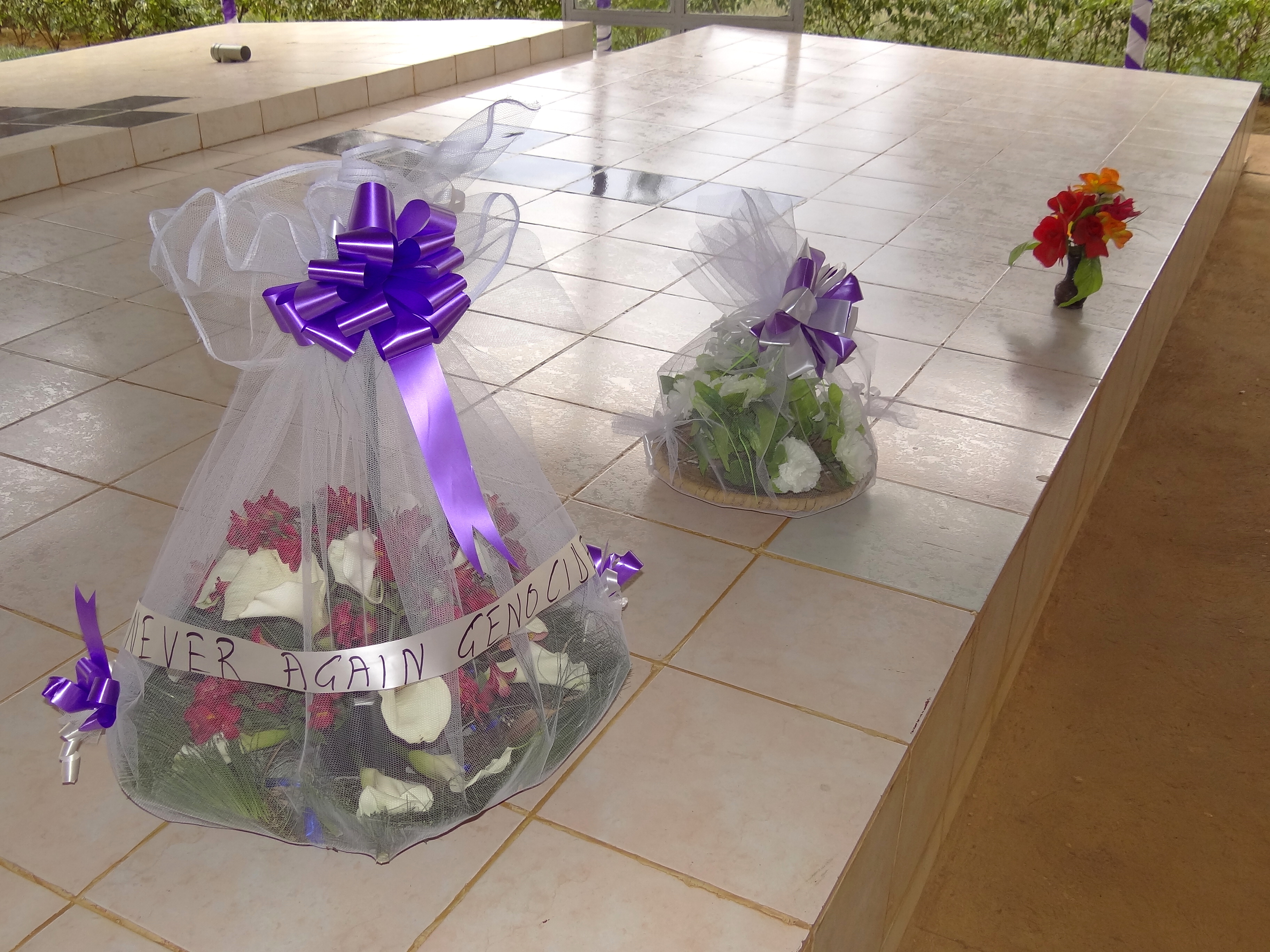
Братская могила на территории центра

#### ЮНЕСКО
Мемориал был зарегистрирован в сентябре 2023 года в списке всемирное наследие ЮНЕСКО как часть «мемориальных мест геноцида: Ньямата, Мурамби, Гисози и Бисезеро».